# Ульяновское сельское поселение (Тверская область)
Улья́новское се́льское поселе́ние — упразднённое муниципальное образование в составе Зубцовского района Тверской области, существовавшее в 2005 — 2022 годах.
Центр поселения — деревня Ульяново.

## Географические данные
- Общая площадь: 200,4 км²
- Нахождение: северо-восточная часть Зубцовского района
  - Граничит:
    - на севере — со Старицким районом, Степуринское СП
    - на северо-востоке — с Дорожаевским СП
    - на востоке — с Московской областью, Шаховской район
    - на юге — с Княжьегорским СП и Погорельским СП
    - на западе — со Столипинским СП

Основные реки — Шоша и её притоки Жабня и Ржать.

## История
В составе Тверской губернии территория поселения входила в Зубцовский уезд. После ликвидации губерний в 1929 году территория поселения вошла в состав Погореловского района Западной области. В 1935 году Погореловский (Погорелогородищенский, Погорельский) район отошел к вновь образованной Калининской области. В 1960 Погорельский район упразднен, и территория поселения входит в Зубцовский район. В 1963 −1965 годах территория поселения входила в Ржевский район.
В середине XIX—начале XX века деревни поселения относились к Дорожаевской, Первитенской, Салинской и Ульяновской волостям Зубцовского уезда.
В 1994 г. Белавинский, Старогорский и Ульяновский сельсоветы преобразованы в сельские округа, которые в 2005 году были объединены в нынешнее сельское поселение.
Образовано в 2005 году, включило в себя территории Белавинского, Старогорского и Ульяновского сельских округов.
Законом Тверской области от 07.04.2022 № 9-ЗО муниципальное образование было упразднено с включением всех населённых пунктов в состав  Зубцовского муниципального округа.

## Население
На 01.01.2008 — 829 человек.

## Населённые пункты
На территории поселения находятся 28 населённых пунктов:
| Тип нп | Название         | Население (2008 год) |
| ------ | ---------------- | -------------------- |
| дер.   | Абутьково        | 17                   |
| дер.   | Белянки          | 21                   |
| дер.   | Большое Кобяково | 16                   |
| дер.   | Дальнее          | 25                   |
| дер.   | Лукьяново        | 3                    |
| дер.   | Максимково       | 10                   |
| дер.   | Малое Кобяково   | 12                   |
| дер.   | Озерянки         | 1                    |
| дер.   | Попайлово        | 5                    |
| дер.   | Ромушково        | 2                    |
| дер.   | Рябинки          | 0                    |
| дер.   | Ульяново         | 291                  |
| дер.   | Чибичкино        | 28                   |
| дер.   | Юркино           | 7                    |
| дер.   | Белавино         | 86                   |
| дер.   | Белоглазово      | 6                    |
| дер.   | Букино           | 3                    |
| дер.   | Головино         | 23                   |
| дер.   | Гостовня         | 8                    |
| дер.   | Шепелево         | 2                    |
| дер.   | Ягодино          | 11                   |
| дер.   | Александровка    | 21                   |
| дер.   | Балашково        | 3                    |
| дер.   | Землероб         | 3                    |
| дер.   | Кашенцево        | 51                   |
| дер.   | Полухтино        | 14                   |
| дер.   | Старые Горки     | 160                  |
| дер.   | Хорошая          | 0                    |

## Известные люди
В деревне Малое Кобяково родился Андрей Михайлович Авдохин, железнодорожник, удостоенный звания Герой Социалистического Труда в годы Великой Отечественной войны.
В деревне Полухтино родился командарм 19-й армии Михаил Фёдорович Лукин.

## Воинские захоронения
Список воинских захоронений на территории Ульяновского сельского поселения.
| № захоронения в ВМЦ | Место захоронения | Захоронено всего | Захоронено известных | Захоронено неизвестных |
| ------------------- | ----------------- | ---------------- | -------------------- | ---------------------- |
| 69-161              | Ульяново          | 126              | 126                  | 0                      |
| 69-165              | Юркино            | 41               | 41                   | 0                      |
| 69-166              | Ягодино           | 379              | 88                   | 291                    |